# Observatório do Valongo
O Observatório do Valongo (OV) é uma unidade acadêmica da Universidade Federal do Rio de Janeiro (UFRJ) vinculada ao Centro de Ciências Matemáticas e da Natureza (CCMN) da Universidade Federal do Rio de Janeiro. Sedia os cursos de graduação e pós-graduação em astronomia, estando localizado no topo do Morro da Conceição, no bairro da Saúde, na cidade do Rio de Janeiro.

## Histórico
O Observatório do Valongo descende do antigo Observatório Astronômico da Escola Polytechnica, fundado em 1881 pelo doutor Manuel Pereira Reis, ao lado do Convento de Santo Antônio, no Morro de Santo Antônio. Sua criação foi norteada por necessidades didáticas: o observatório teria a função principal de prover aulas práticas de astronomia e geodésia aos alunos da Escola Politécnica e aos aspirantes da Escola da Marinha.
Em 1901, iniciou-se a compra dos instrumentos que dariam início à montagem deste observatório. Em 1907, chegou ao Brasil o Telescópio Refrator Cooke & Sons, equipado para fotografia astronômica, à época o maior refrator do país.
Essa função-mor de instituição para ensino da astronomia veio a ser a principal característica do observatório, mesmo após sua transferência para o Morro da Conceição, na década de 1920, devido às necessidades de urbanização da cidade do Rio de Janeiro. O novo observatório fundado foi nomeado, inicialmente, Observatório do Morro do Vallongo. No terreno onde veio a ser erigido, havia a Chácara do Valongo, de propriedade da família Costa Barros.
Em 1928, com o falecimento do então diretor Manuel Amoroso Costa, as atividades no observatório entram em um processo de estagnação. As aulas passam a ser ministradas exclusivamente por um professor, o preparador-mor de astronomia Orozimbo do Nascimento. Em 1936, falece o professor Orozimbo do Nascimento, e a direção da Poli decide extinguir oficialmente a cátedra de astronomia e geodésia. Os anos seguintes são marcados pelo abandono das atividades no OV.

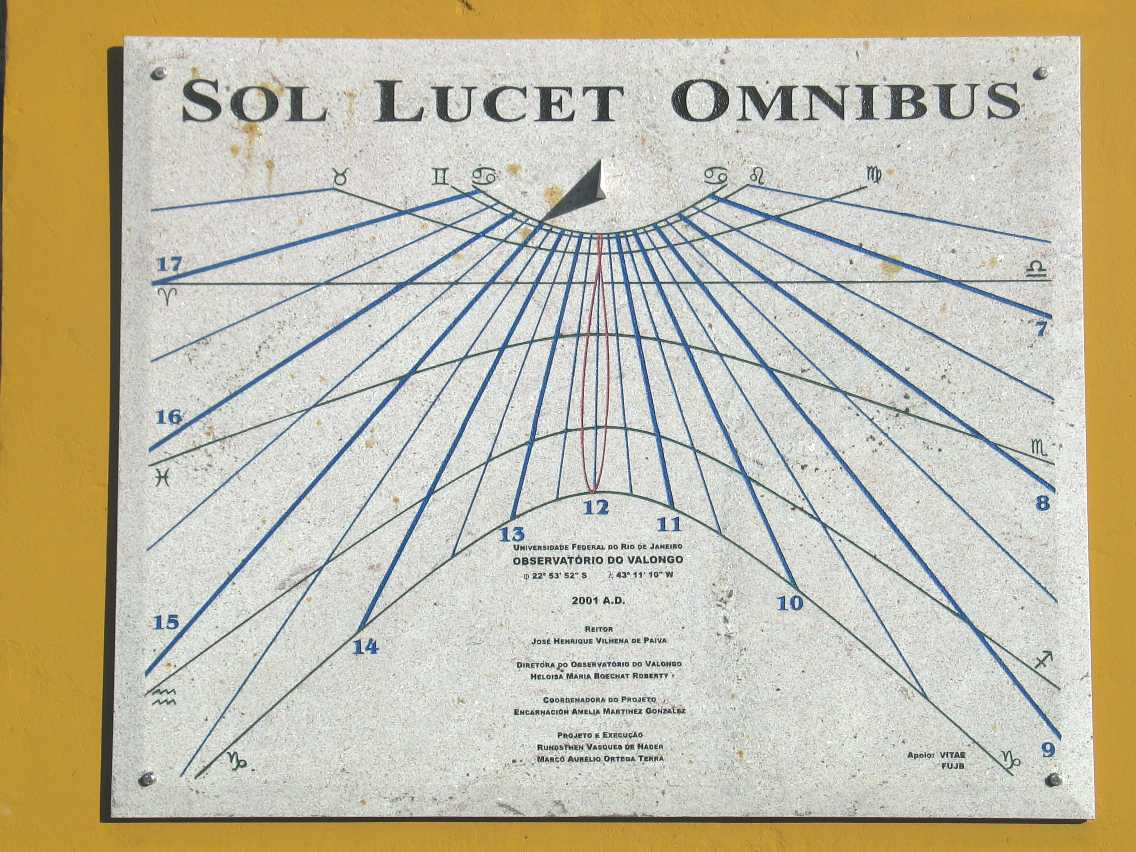
Relógio de Sol do Observatório do Valongo.

Em 1956, Mário Ferreira Dias e Alércio Moreira Gomes, astrônomos do Observatório Nacional, incompatibilizados com o então diretor, o matemático Lélio Gama, demitem-se de seus postos e transferem-se para o OV. Dois anos mais tarde, recebem outro colega advindo do Observatório Nacional: Luís Eduardo da Silva Machado. Os três astrônomos criam, em 1958 o Curso de Graduação em Astronomia da Faculdade Nacional de Filosofia (FNFi), do qual o Observatório do Valongo seria o sítio de aulas práticas, tal como fora para os alunos da Poli. Dá-se início então a uma grande tarefa de limpeza e recuperação do prédio e dos instrumentos, que começam a ser usados para o ensino na graduação.
Com a reforma universitária de 1967, o Observatório foi incorporado à UFRJ como órgão suplementar do CCMN, ligado ao curso de graduação em Astronomia, do Instituto de Geociências (IGeo) dessa mesma universidade. A partir de 2002, o Observatório ganhou status de unidade da UFRJ, sede do curso de graduação em astronomia. Em 2008, o Observatório comemorou os 50 anos da criação do curso de graduação em astronomia.

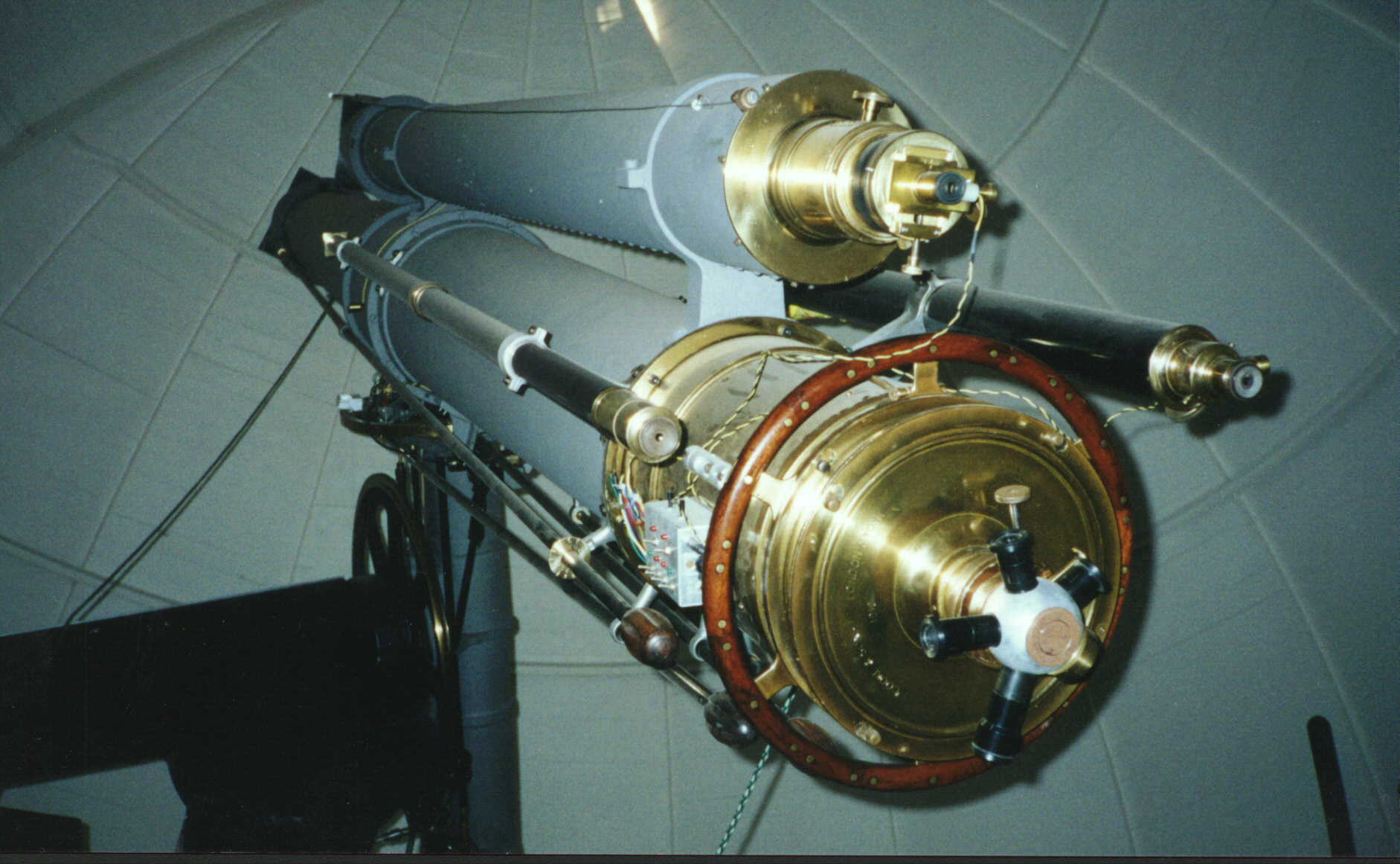
Telescópio Cooke, do Observatório do Valongo.

### Efemérides
- 1881 - Fundação do Observatório Astronômico da Escola Polytechnica
- 1924 - Início da transferência do Observatório para a Chácara do Valongo
- 1936 - Abandono das atividades letivas no Observatório
- 1958 - Criação do curso de Graduação em Astronomia da Faculdade Nacional de Filosofia, sediado no Observatório
- 1964 - Formatura do primeiro aluno graduado em astronomia
- 1967 - Incorporação do Observatório do Valongo à UFRJ como unidade complementar
- 1986 - Projeto Halley: primeiro grande projeto de extensão universitária do observatório, que congregou alunos e docentes em atividades voltadas à divulgação da passagem do cometa Halley para a comunidade
- 1993 - Formatura do centésimo aluno graduado em astronomia
- 2002 - Promoção do Observatório a instituto da UFRJ
- 2003 - Criação do Programa de Pós-Graduação em Astronomia da UFRJ, sediado no Observatório
- 2008 - Jubileu de ouro do curso de graduação em astronomia
- 2010 - Abertura do curso de doutorado em astronomia
- 2014 - Formatura do ducentésimo aluno graduado em astronomia

### Diretores
- 1881-1912: Manuel Pereira Reis
- 1913-1923: Francisco Bhering
- 1924-1928: Manuel Amoroso Costa
- 1928-1956: Allyrio Hugueney de Mattos
- 1956-1958: Hugo Régis dos Reis
- 1958-1959: Eremildo Viana
- 1960-1990: Luís Eduardo da Silva Machado
- 1990-1995: Gílson Gomes Vieira
- 1996-2002: Heloísa Maria Boechat Roberty
- 2002-2006: Gustavo Frederico Porto de Mello
- 2006-2014: Silvia Lorenz Martins
- 2015-2023: Helio Jaques Rocha Pinto
- 2024-atual: Thiago Signorini Gonçalves

## Ensino

### Graduação
O curso de graduação em astronomia foi o primeiro curso desta natureza a ser criado no Brasil. Desde sua criação, o curso sofreu várias reformas curriculares, sendo a última implementada em 2008. O curso do OV tem duração de 4 anos e é dividido em dois blocos ou núcleos denominados: básico e avançado.
O núcleo básico constitui um grupo de 29 disciplinas de física, matemática e astronomia comuns a todos os alunos. O núcleo avançado, por sua vez, é dividido em cinco módulos, compostos, cada qual, por 8 disciplinas. Os perfis exploram diferentes caminhos para a formação profissional do aluno, com ligeiras diferenças no mercado para o qual o aluno formado estará capacitado. A escolha das disciplinas que o aluno cursará em cada perfil é feita mediante a escolha dentre um conjunto de disciplinas adequadas a cada perfil em particular.

### Pós-Graduação
A implantação e consolidação da pós-graduação em astronomia na UFRJ foi um processo árduo e demorado, para o qual concorreram diversas pessoas, em diferentes momentos. A primeira iniciativa foi feita pelo professor Luís Eduardo da Silva Machado, no início da década de 1980. Essa iniciativa não vingou, por ser muito prematura. Uma segunda tentativa foi empreendida em 1987, mas diversos fatores emperraram a execução desses planos.
Em 2003, uma terceira tentativa de criação da pós-graduação veio a ter sucesso, mas o credenciamento definitivo do curso pelo Ministério da Educação, com a respectiva permissão para emissão de diplomas, só veio no dia 3 de junho de 2004, através da Portaria 1 651 (MEC, 2004), assinada pelo então Ministro Interino da Educação, Paulo Haddad.
Atualmente, o Programa está estruturado para formar profissionais nas subáreas da astronomia usualmente denominadas:
- Astrobiologia
- Astrofísica Estelar
- Astrofísica Extragaláctica e Cosmologia
- Astrofísica de Altas Energias
- Astrofísica Galáctica e Meio Interestelar
- Astrometria
- Astroquímica
- Sistemas Planetários